# Erle (Fluss)
Die Erle ist ein 14,2 Kilometer, über Vesser und Breitenbach 15,3 Kilometer langer, rechter Nebenfluss der Nahe im südlichen Thüringer Wald (Landkreis Hildburghausen, Thüringen).

## Verlauf
Sie entspringt in 784 Meter Höhe  nahe der Wegscheide und fließt zunächst in südwestliche, später südliche Richtung, wo sie nach etwa drei Kilometern die knapp einen Kilometer lange Talsperre Erletor speist. Als erster Ort liegt zwei Kilometer südlich Hirschbach im Tal der Erle. Hier treffen auch die Landesstraße 3247 und die stillgelegte Friedbergbahn auf das Tal, dem sie fortan folgen. Weitere Orte sind Erlau und St. Kilian, wo der Breitenbach nebst der soeben zugeflossenen Vesser von links in die Erle mündet. Alle Dörfer entlang der Erle gehören politisch zur Stadt Schleusingen. Auf ihren letzten zwei Kilometern fließt die Erle durch den westlichen Teil Schleusingens, wo sie schließlich unterhalb der Bertholdsburg von rechts in die Nahe mündet.